# Cyrtauchenius bedeli
Cyrtauchenius bedeli is een spinnensoort uit de familie Cyrtaucheniidae. De soort komt voor in Algerije.